# Afroman

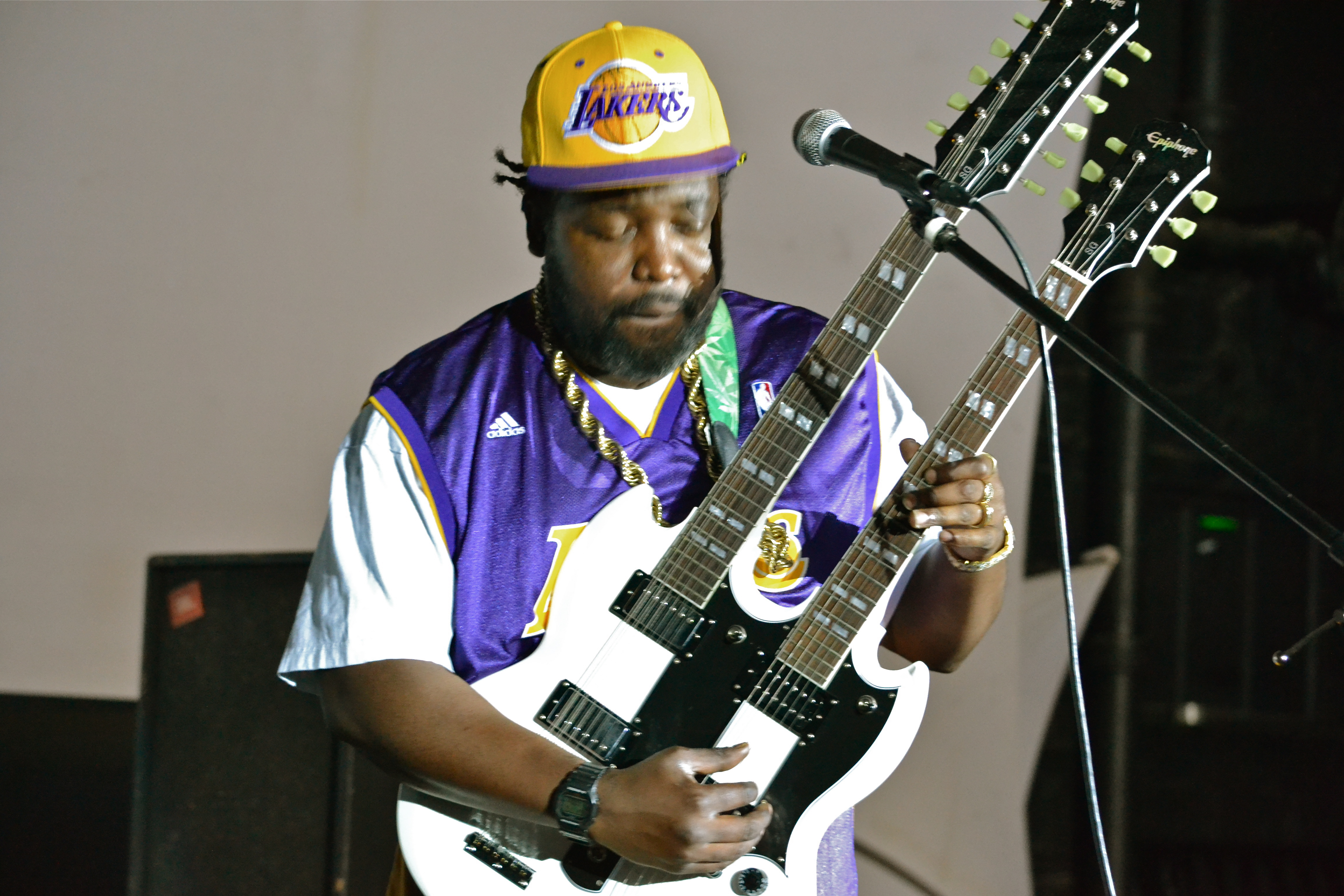
Afroman tijdens een concert.

Joseph Foreman (28 juli 1974), beter bekend als Afroman, is een Amerikaanse rapper die doorbrak met het nummer "Because I got high". Dit nummer werd in 2001 een wereldwijde hit.

## Biografie
Afroman werd geboren in Californië. Op de basisschool begon Afroman met rappen en in de kerk speelde hij drum en gitaar. In 1999 kwam zijn eerste album uit: "Sell your Dope". Dit album werd echter geen succes.
Ook zijn volgende album, "Because I got high" werd in eerste instantie geen succes. Pas toen het titelnummer werd gespeeld in de Amerikaanse televisieshow ‘The Howard Stern Show’ begon het album aan populariteit te winnen. Het nummer werd op internet verspreid en werd uiteindelijk een wereldwijde hit. De hit leverde Afroman een platencontract op bij Universal Records. Hij tekende voor zes albums. ‘Because I got high’ werd in 2002 genomineerd voor een Grammy Award.
De zes albums bij Universal kwamen er ook. In 2004 verschenen er vier albums, waarvan slechts twee in de buurt kwamen van het succes van ‘Because I got high’.
Afroman begon zijn eigen platenlabel Hungry Hustler Records in 2004. Hij deed dit om meer vrijheid te krijgen, zodat hij zelf kon beslissen welke nummers er op zijn cd's kwamen.

## Discografie

### Albums
- 1998: My Fro-losophy
- 1999: Sell Your Dope
- 2000: Because I Got High
- 2004: Afroholic... The Even Better Times
- 2004: Jobe Bells
- 2004: 4R0:20
- 2004: The Hungry Hustlerz: Starvation Is Motivation
- 2006: Drunk 'n' High
- 2006: A Colt 45 Christmas
- 2008: Waiting to Inhale
- 2009: Frobama: Head of State
- 2011: The Game

### Compilatie-albums
- 2001: The Good Times
- 2008: Greatest Hitz Live

### Singles
- 2000: Crazy Rap
- 2001: Because I Got High